# Hynek Talpa
Hynek Talpa (* 15. ledna 1976) je bývalý český fotbalista, obránce.

## Fotbalová kariéra
V české lize hrál za FC Dukla Příbram. Nastoupil ve 13 ligových utkáních, gól v lize nedal. Dále hrál v nižších soutěžích za SK Slavia Praha „B“ a SK Český ráj Turnov.

## Ligová bilance
| Ročník                          | Zápasy | Góly | Klub                 |
| ------------------------------- | ------ | ---- | -------------------- |
| Česká fotbalová liga 1994/95    | -      | 0    | SK Slavia Praha „B“  |
| Česká fotbalová liga 1995/96    | -      | 0    | SK Slavia Praha „B“  |
| 2. česká fotbalová liga 1995/96 | 6      | 0    | SK Český ráj Turnov  |
| Česká fotbalová liga 1996/97    | -      | 2    | FC Dukla Příbram     |
| Česká fotbalová liga 1997/98    | -      | 4    | FC Dukla Příbram „B“ |
| Gambrinus liga 1998/99          | 11     | 0    | FC Dukla Příbram     |
| Gambrinus liga 1999/00          | 2      | 0    | FC Dukla Příbram     |
| CELKEM 1. česká liga            | 13     | 0    |                      |